# Mitsubishi K7M
Mitsubishi K7M (Морской учебный самолёт начальной подготовки Тип 0) — учебный самолёт Императорского флота Японии. Разрабатывался для обучения экипажей бомбардировщиков. Серийно не строился, однако два изготовленных прототипа были приняты на вооружение и эксплуатировались.

## История создания
В 1936 году командование Императорского флота Японии составило техническое задания на разработку двухмоторного учебного самолёта для подготовки экипажей флотских бомбардировщиков (в основном Mitsubishi G3M), который должен был заменить самолет Mitsubishi K3M. Разработку машины поручили фирме Mitsubishi. Два опытных образца были построены в 1938 году, но флот отказался от дальнейшей разработки слишком дорогих самолётов. Два построенных прототипа были приняты на вооружение под названием Морской учебный самолет начальной подготовки Тип 0 (или K7M1).

## Конструкция
Mitsubishi K7M представлял собой двухмоторный высокоплан с закрытой кабиной, оснащенный двумя радиальными двигателями Gasuden GK2 Tempu 11 (Ha-22-11). В кабине размещались 5 курсантов и 2 инструктора. Самолет оснащался радио и навигационным оборудованием, фотокамерами. Вооружение состояло из двух 7,7-мм пулеметов и мог нести до 90 кг бомб.

### Технические характеристики
- Экипаж: 2 инструктора + 5 курсантов
- Длина: 13,26 м
- Размах крыла: 20,00 м
- Высота: 3,46 м
- Площадь крыла: 50,30 м²
- Профиль крыла:
- Масса пустого: 2 550 кг
- Масса снаряженного:
- Нормальная взлетная масса: 3 800 кг
- Максимальная взлетная масса:
- Двигатель Gasuden GK2 Tempu 11 (Ha-22-11)
- Мощность: 2x 340 л.с.[1]

### Лётные характеристики
- Максимальная скорость: 259 км/ч
  - у земли:
  - на высоте м:
- Крейсерская скорость: 180 км/ч
- Практическая дальность: 950 км
- Практический потолок: 5 800 м
- Скороподъёмность: 210 м/мин
- Нагрузка на крыло: кг/м²[1]

### Вооружение
- Пушечно-пулемётное:
  - один-два 7,7-мм пулемёта Тип 92
- Бомбовая нагрузка: 90 кг [1]